# Knesebeck
Knesebeck est un quartier de la commune allemande de Wittingen, dans l'arrondissement de Gifhorn, Land de Basse-Saxe.

## Histoire
Knesebeck est avec le château de Knesebeck le siège de la maison de Knesebeck. La famille est mentionnée pour la première fois en l'an 1248 sous le nom de Wasmodos von dem Knesebeck. Au cours de son histoire, il devient un siège administratif. Lorsque le service forestier quitte le bâtiment classé en 2005, il menace de se décomposer. En 2006, le propriétaire de Butting Gruppe, basé à Knesebeck, en fait l’acquisition. Après d'importants travaux de restauration, l'ancien immeuble de bureaux ouvre ses portes en 2009 en tant que centre de conférences de la Butting-Akademie.
En mars 1974, les communes d'Eutzen, de Hagen bei Knesebeck, de Vorhop et de Wunderbüttel fusionnent avec la commune de Knesebeck. Un mois plus tard, en avril 1974, cette commune élargie est dissoute et intégrée à la ville de Wittingen.

## Personnalités
- Ernst Elster (1893-1964), peintre
- Bernd Fix (né en 1962), hacker
- Lars Nieberg (né en 1963), cavalier de saut d'obstacles
- Detlef Bothe (né en 1965), acteur et réalisateur

## Source, notes et références
- (de) Cet article est partiellement ou en totalité issu de l’article de Wikipédia en allemand intitulé « Knesebeck » (voir la liste des auteurs).